# Симплекс подібності
Симплекс подібності (рос. симплекс подобия; англ. similarity simplex; нім. Ähnlichkeitssimplex n) – відношення однорідних геометричних, фізичних та інших величин натурного зразка i моделі. 
Синонім: інваріант подібності.
Інваріанти подібності,   які є відношеннями простих однорідних величин, наприклад, лінійних розмірів   l/d, тисків p1/p2,   
в’язкостей μ1/μ2  і т.п., називаються симплексами подібності.  
Інваріанти подібності можуть бути виражені й більш складними безрозмірними відношеннями, складеними з декількох простих параметрів, наприклад dVρ/μ. У цьому випадку вони називаються критеріями подібності, які можуть бути визначальними і невизначальними. Визначальними критеріями є такі, у яких величини задані наперед умовами однозначності. Критерії, що містять шукану величину, називаються невизначальними.